# Zentrum für interkulturelles Lernen
Zentrum für Interkulturelles Lernen (w skrócie: ZIL, pol. Centrum Nauczania Międzykulturowego ) – placówka edukacyjna działająca przy Europejskim Uniwersytecie Viadrina we Frankfurcie nad Odrą wspierająca przyswajanie przez studentów kompetencji międzykulturowych.
Centrum prowadzi szkolenia interkulturalne o specjalności Polska-Niemcy, seminaria naukowe, warsztaty z technik negocjacji i mediacji etc.
Pracami centrum kieruje Dr. Gundula Gwenn Hiller.